# خوسيه نيتو (مدرب كرة سلة)
خوسيه نيتو (بالبرتغالية: José Alves Neto‏) هو مدرب كرة سلة برازيلي، ولد في 19 مارس 1971 في ايتابتشننجا في البرازيل.